# 世界拳击协会
世界拳击协会（英語：World Boxing Association，简称WBA；前称国家拳击协会（英語：National Boxing Association），简称NBA），是一個主管及推廣職業拳擊的組織，现任主席為吉尔伯托·门多萨。

## 簡介
WBA成立于1921年，原名國家拳擊協會，1962年8月23日改制為世界拳擊協會，它是目前世界四大職業拳击组织中历史最长、资历最老者，目前总部所在地为巴拿马城。WBA拥有的会员国达167个国家和地区。下有辖属组织北美洲拳击协会（NABA），南美洲拳击协会（SABA），亚洲及泛太平洋地区拳击协会（PAPA）和欧洲拳击协会（EBA）。

## 与其他拳击组织的关系
WBA曾經在不同年份分裂出不同組織，分別如下:
1963年：世界拳击理事会（WBC）
1984年：国际拳击联合会（IBF）
1988年：世界拳击组织（WBO）

## 链接
- 世界拳击协会 （页面存档备份，存于）